# Chamer
Chamer es el dios maya de la muerte, que habita en el Xibalbá (Metnal, mundo subterráneo o inframundo)[cita requerida].
Fue adorado especialmente en el este de Guatemala. Su consorte era la diosa del suicidio y de la horca, Ixtab[cita requerida]. Los mayas chortís lo representan como un esqueleto gigante vestido de blanco. El influjo de la iconografía europea le añadió una guadaña con hoja de hueso. Entre los diversos tipos de muerte sagrada en Mesoamérica se encuentran: las mujeres embarazadas muertas en el primer parto; las personas ahogadas, suicidadas, muertas de lepra o sacrificadas y los guerreros muertos en batalla pues la calidad de vida (buena o mala) no importaba tanto como la forma de morir. Al final, las almas de los que morían sagradamente también descendían al inframundo. Los mayas consideraban que el alma de una persona que iba al inframundo renacía (renacimiento) en un individuo de la misma especie, sin ningún recuerdo de la vida anterior. Por otra parte, los mayas conservaban los cráneos de sus antepasados y les hacían ofrendas de alimentos.
Chamer no debe ser confundido con Kisín, a quien los antiguos mayas imaginaban como un esqueleto con los ojos colgantes y que representa al dios del mal, también habitante del inframundo.
- Datos: Q5764330